# Hermann Conradi
Hermann Conradi (født 12. juli 1862 i Jesznitz, død 8. marts 1890 i Würzburg) var en tysk forfatter.
Coradi studerede i Berlin og Würzburg og debuterede allerede som 22-årig med skitserne Brutalitäten. Det var dog især Lieder eines Sünders, der et par år senere henledede opmærksomheden på den unge forfatter.
Opmærksomheden forstærkedes til sensation, da han 1889 på et Leipzig-forlag udgav romanen Adam Mensch. Der blev anlagt sag mod Conradi for overtrædelse af straffelovens sædelighedsparagraffer, men inden retsforhandlingen blev han bortrevet af døden.